# Rojšek
Rojšek je priimek več znanih Slovencev:
- Daniel Rojšek (*1956), geograf, naravovarstvenik, jamar, strokovnjak za Sočo, publicist
- Franc Rojšek, profesor, čebelar
- Franc Rojšek - Jaka (1914—1975), partizan, politični komisar, generalmajor, narodni heroj
- Iča (Ivanka) Rojšek (*1948), ekonomistka, univ. prof.
- Janez Rojšek (*1946), psiholog, športni delavec
- Rok Rojšek (*1970), hokejist